# Sausalito
Sausalito je město nacházející se v okresu Marin v Kalifornii. Je také součástí pobřežní oblasti San Francisco Bay Area. Sausalito se nachází asi 13 km jihovýchodně od města San Rafael. K roku 2010 zde žilo 7 061 osob. Město lze nalézt poblíž severního konce visutého mostu Golden Gate. V období 2. světové války se jednalo o rychle rostoucí průmyslovou oblast, v níž se vyráběly především lodní součásti. Po válce si Sausalito získalo pověst města s početnou uměleckou komunitou. Název města pochází ze španělského slova sauzalito. 

## Historie

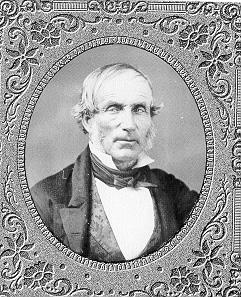
William Richardson

Oblast dnešního města obýval indiánský kmen zvaný Liwanelowa. Jedním z prvních dobyvatelů, který oblast poprvé spatřil v srpnu roku 1775, byl Don José de Cañizares. Ten byl vedoucím výpravy vyslané na plachetnicích z lodi San Carlos. Ti měly za úkol vyhledat vhodné kotviště pro velké lodě. Posádka lodi San Carlos nakonec na tomto místě zakotvila, a lidé na ní měli jako první Evropané možnost poznat štědrost a pohostinnost místních domorodých obyvatel. Nicméně Španělé toto místo nikdy pořádně neosídlili.

První velký rozvoj oblasti začal na popud anglického dobrodruha Williama Richardsona, který přišel do míst dnešního Sausalita roku 1822, krátce poté, co Mexiko vyhrálo válku o nezávislost. Richardson, který plynně hovořil španělsky rychle poznal zdejší, tehdy ještě vcelku divokou přírodu. O tři roky později Richardson přijal Mexické občanství, konvertoval ke katolickému křesťanství, a oženil se s dcerou Dona Ignacia Martíneze, což byl velicí důstojník v pevnosti Presidio (tato pevnost je dnes historickou památkou a turistickou atrakcí v San Francisku, nachází se poblíž jižního konce mostu Golden Gate). Martínez byl mimo toho také vlastníkem velkého pozemku. Richardson měl ambice tento pozemek spravovat sám, a proto vytvořil a poslal tehdejšímu mexickému guvernérovi Kalifornie žádost o uvolnění půdy. Mezitím, než došla Richardsonovi odpověď na žádost, stihl vybudovat z říčních pramenů zásobárny pitné vody podél pobřeží. Tato oblast se dnes jmenuje Richardsonova zátoka (Richardson Bay). Tuto vodu pak prodával lodím, které zde kotvily. Nicméně jeho právní vlastnictví půdy bylo velmi nejisté i přes podanou žádost. Jelikož si toto území nárokovali i jiné osoby, tak dle tehdejšího práva Mexika, jejíž částí Kalifornie byla, byl každý pozemek přednostně rezervován pro vojenské využití. Richardson se na chvíli vzdal nároků na území dnešního Richardson Bay. Usadil se mimo Presidio, a postavil první trvale obývaný dům v Yerba Buena, dnešní součásti San Franciska. Po chvíli se k nápadu legálně vlastnit půdu na Richardson Bay vrátil, a tak mu po letech lobování připadl pozemek o rozloze téměř 80 km². To se stalo na jaře roku 1838.

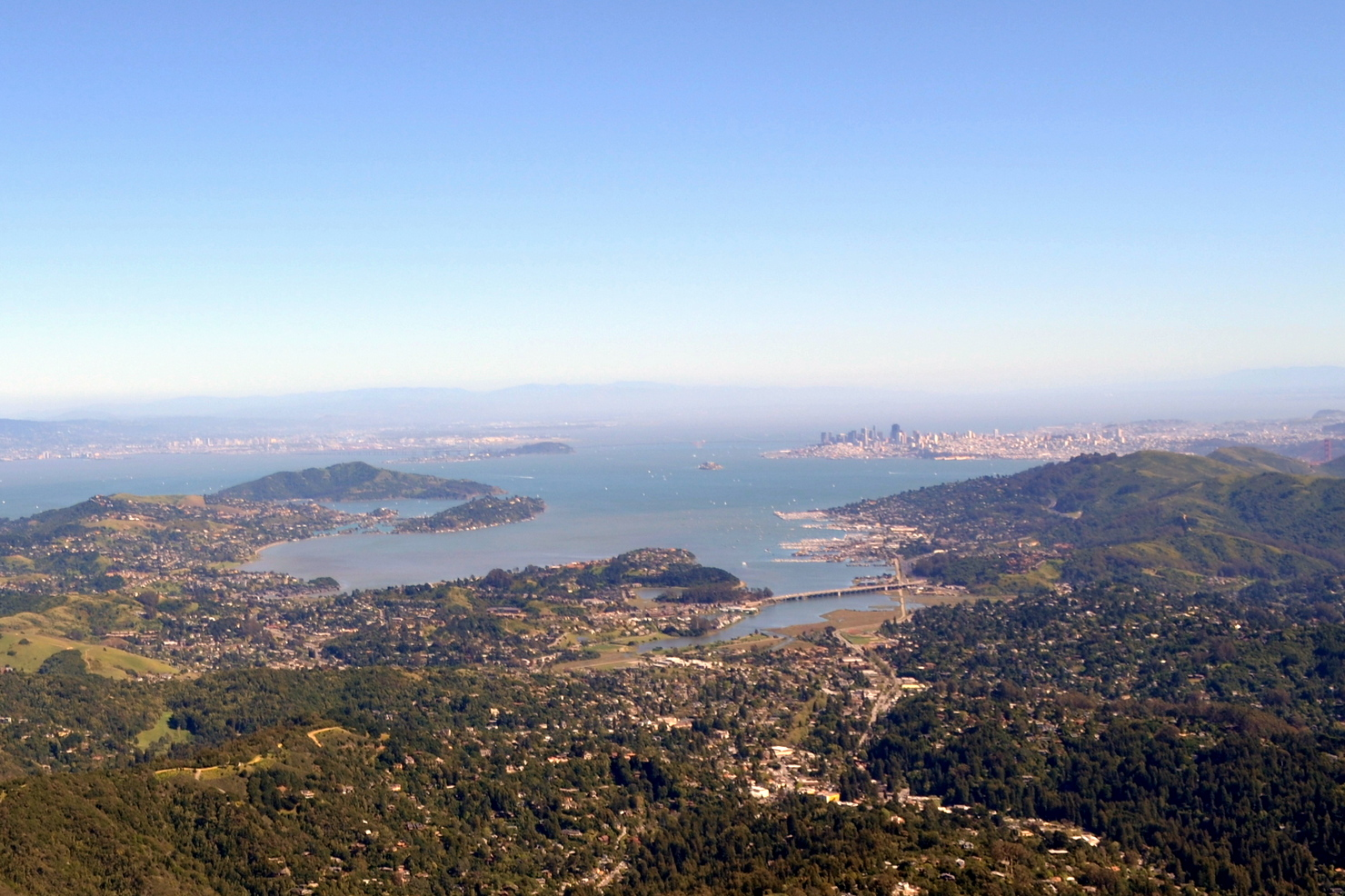
Richardson Bay. Města San Francisco a Oakland v pozadí

Ve druhé polovině 19. století se Saucelito Ranch, jak se pozemek jmenoval, stal populární lokalitou, jelikož byl díky své poloze relativně izolován, a přesto byl pouhé 3 km daleko od břehů San Franciska. Lodí se sem dalo doplout za méně než půl hodiny. Ale i přesto zde pořádná dopravní infrastruktura chyběla, a proto zde dominovaly především dvě komunity; profesionální rybáři, a zámožní jachtařští nadšenci.
První poštovní budova byla v Saucelito Ranch otevřena roku 1870. O 17 let později byl název města zkrácen a změněn do dnešní podoby. Během téže doby byla k Saucelitu zavedena železniční trať společnosti North Pacific Coast Railroads, nicméně místní stanice je už od roku 1941 zrušená.
Od 20. let 20. století byly do Sauselita přepravovány automobily trajektem. Zajímavostí je, že před výstavbou mostu Golden Gate byl tento trajekt integrální součástí mezistátní dálnice U.S. Highway 101.
V době, kdy Spojené státy vstoupily do druhé světové války, se začali v oblasti okolo pevnosti Fort Baker shromažďovat vojáci. Pro ně byl postaven komplex kasáren. Pár budov z tohoto období zde stále stojí.
Na pobřeží podél Sausalita také vznikla velká loděnice společnosti Bechtel Corporations. Tato loděnice byla součástí námořnictva spojených států. Na počest Sausalita dostala jméno jedna druhoválečná fregata amerického námořnictva. Avšak ta byla vyrobena v nedalekém Richmondu. V loděnici pracovalo na tisíce lidí, a proto bylo pro ně vytvořeno městečko nazvané Marin City. Toto městečko lze na mapě dodnes nalézt, se Sausalitem má společnou svou jižní stranu, a k roku 2010 zde žilo 2,666 osob. 
Po druhé světové válce dělníci z opuštěných loděnic začali vytvářet pobřežní komunity, a do konce šedesátých let byly v blízkosti Sausalita k nalezení nejméně tři hausbótové komunity. Během let 70. let se zde vedl spor mezi majiteli hausbótů a realitnímy developery. Toto období se nazývá Hausbótovým válkami ( v angličtině “Hause Boat Wars“ ), a je charakterizováno vynucenými vystěhováváními a sabotážemi na některých hausbótech. Do dnešních dnů jsou v oblasti tři významné hausbótové komunity; Galilee Harbor přímo v Sausalitu, Waldo Point Harbor a Gates Cooperative těsně za hranicemi města. 

## Geografie
Sausalito se nachází na úpatí strmých pobřežních svahů okresu Marin. Sausalito leží v zátoce Richardson Bay, která se nachází severně od centra San Francisca. Město má celkovou rozlohu 5,7 km², z čehož je 1 km² vodní plocha. V dobách kdy bylo Sausalito rozparcelováváno, počítalo se s tím, že se město rozvine podél celé úžiny Golden Gate, a stane se jednou ze čtvrtí San Francisca.
Sausalito má na rozdíl od ostatních oblastí s typicky přímořským klimatem mnohem nižší teploty vzduchu. Jelikož se Sausalito nalézá na pobřeží oblasti San Francisco Bay Area, vyskytují se zde mlhy, a častý je zde rovněž i vítr, jež vane z vnitrozemí. Roční průměrná teplota bývá ve městě okolo 14 °C, přičemž nejtepleji je tu v září s teplotním průměrem okolo 17 °C. Naopak nejchladnějším měsícem bývá, s průměrnou teplotou okolo 11 °C, prosinec . V tomtéž měsíci je také největší pravděpodobnost, že bude pršet.
Díky svému umístění (severní konec Golden Gate Bridge) je Sausalito zásobeno stabilním přílivem turistů. Do Sausalita se lze mimo jiné dostat také pomocí trajektu, který sem návštěvníky převáží z mnoha terminálů rozesetých napříč celým Bay Area. Pro turisty bude pravděpodobně nejatraktivnější Sanfranciský AT&T Park Terminal.
| Sausalito (1982–2012) – podnebí                                              | Sausalito (1982–2012) – podnebí | Sausalito (1982–2012) – podnebí | Sausalito (1982–2012) – podnebí | Sausalito (1982–2012) – podnebí | Sausalito (1982–2012) – podnebí | Sausalito (1982–2012) – podnebí | Sausalito (1982–2012) – podnebí | Sausalito (1982–2012) – podnebí | Sausalito (1982–2012) – podnebí | Sausalito (1982–2012) – podnebí | Sausalito (1982–2012) – podnebí | Sausalito (1982–2012) – podnebí | Sausalito (1982–2012) – podnebí |
| Období                                                                       | leden                           | únor                            | březen                          | duben                           | květen                          | červen                          | červenec                        | srpen                           | září                            | říjen                           | listopad                        | prosinec                        | rok                             |
| ---------------------------------------------------------------------------- | ------------------------------- | ------------------------------- | ------------------------------- | ------------------------------- | ------------------------------- | ------------------------------- | ------------------------------- | ------------------------------- | ------------------------------- | ------------------------------- | ------------------------------- | ------------------------------- | ------------------------------- |
| Průměrné denní maximum [°C]                                                  | 14                              | 16                              | 17                              | 17                              | 18                              | 19                              | 19                              | 20                              | 21                              | 21                              | 17                              | 14                              | 18                              |
| Průměrné denní minimum [°C]                                                  | 8                               | 9                               | 9                               | 9                               | 11                              | 12                              | 12                              | 13                              | 13                              | 12                              | 10                              | 8                               | 11                              |
| Průměrné srážky [mm]                                                         | 114                             | 91                              | 83                              | 37                              | 18                              | 4                               | 0                               | 2                               | 5                               | 28                              | 80                              | 116                             | 578                             |
| Zdroj: https://weather.com/weather/monthly/l/USCA1032?from= 36hr_newslinker2 |                                 |                                 |                                 |                                 |                                 |                                 |                                 |                                 |                                 |                                 |                                 |                                 |                                 |

## Demografie
K roku 2010 v Sausalitu žilo 7 061 obyvatel. Jejich hustota tedy byla téměř 1 208 osob/km². K roku 2010 zde bylo 4 112 domácností. Rasové složení k stejnému roku bylo následující:
- 6,400 (90,6 %) bílých
- 65 (0,9 %) černých
- 16 (0,2 %) původních Američanů
- 342 (4,8 %) Asiatů
- 10 (0,1 %) tichomořských ostrovanů
- 53 (0,8 %) osob ostatních ras

## Fotogalerie

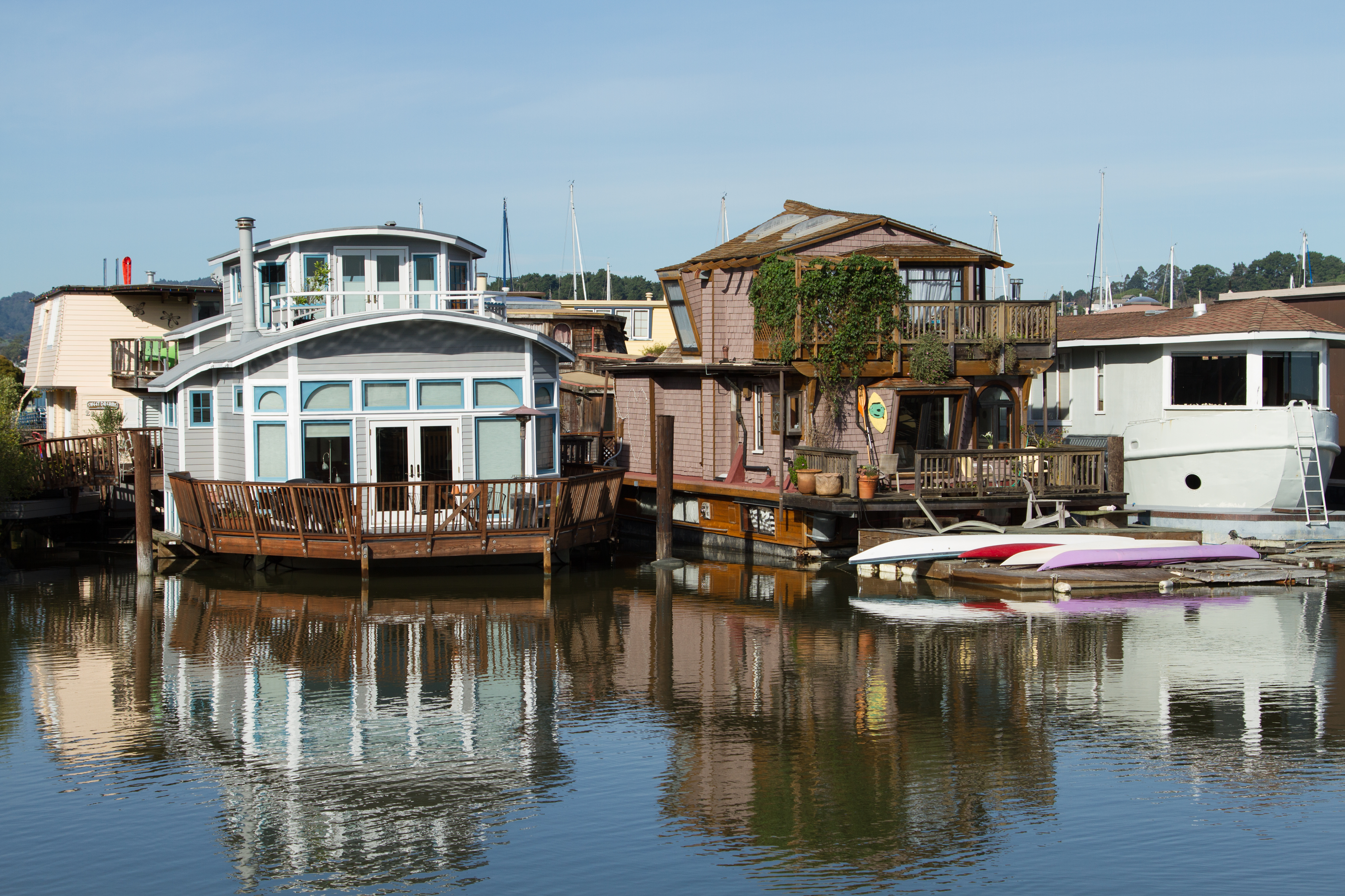
jedna z místních hausbótových komunit
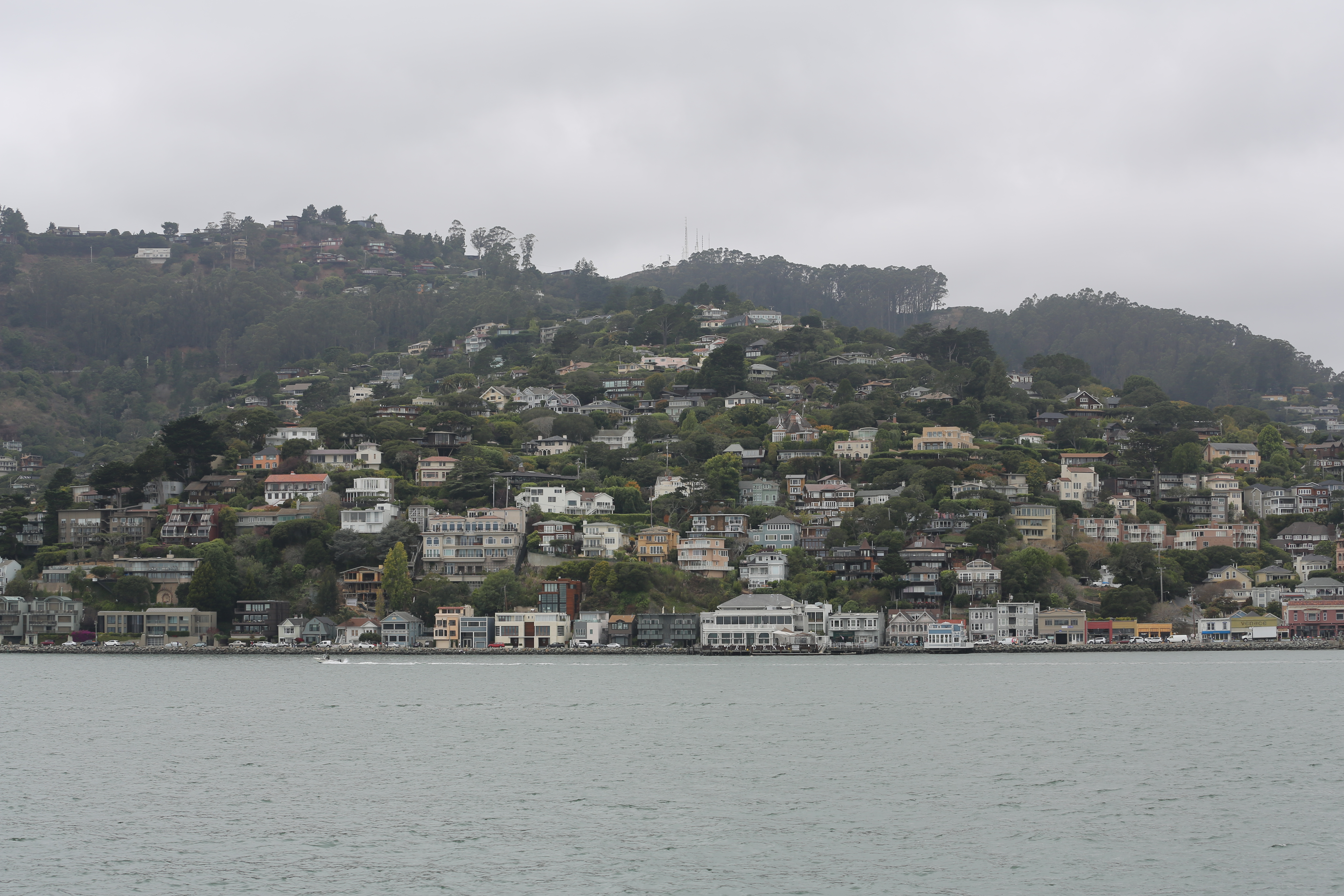
Sausalito při pohledu ze Sanfranciského zálivu
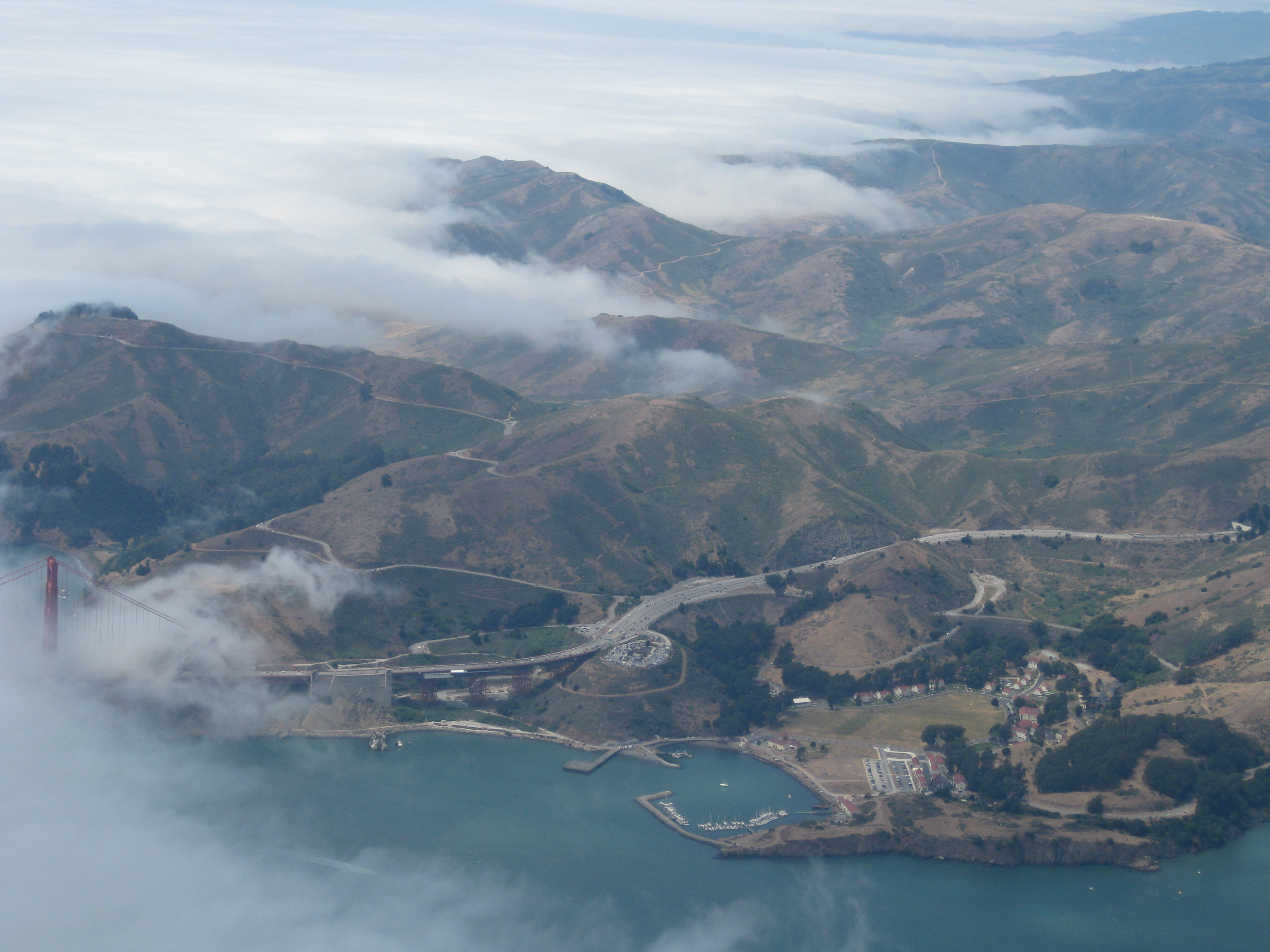
letecký pohled na Fort Baker
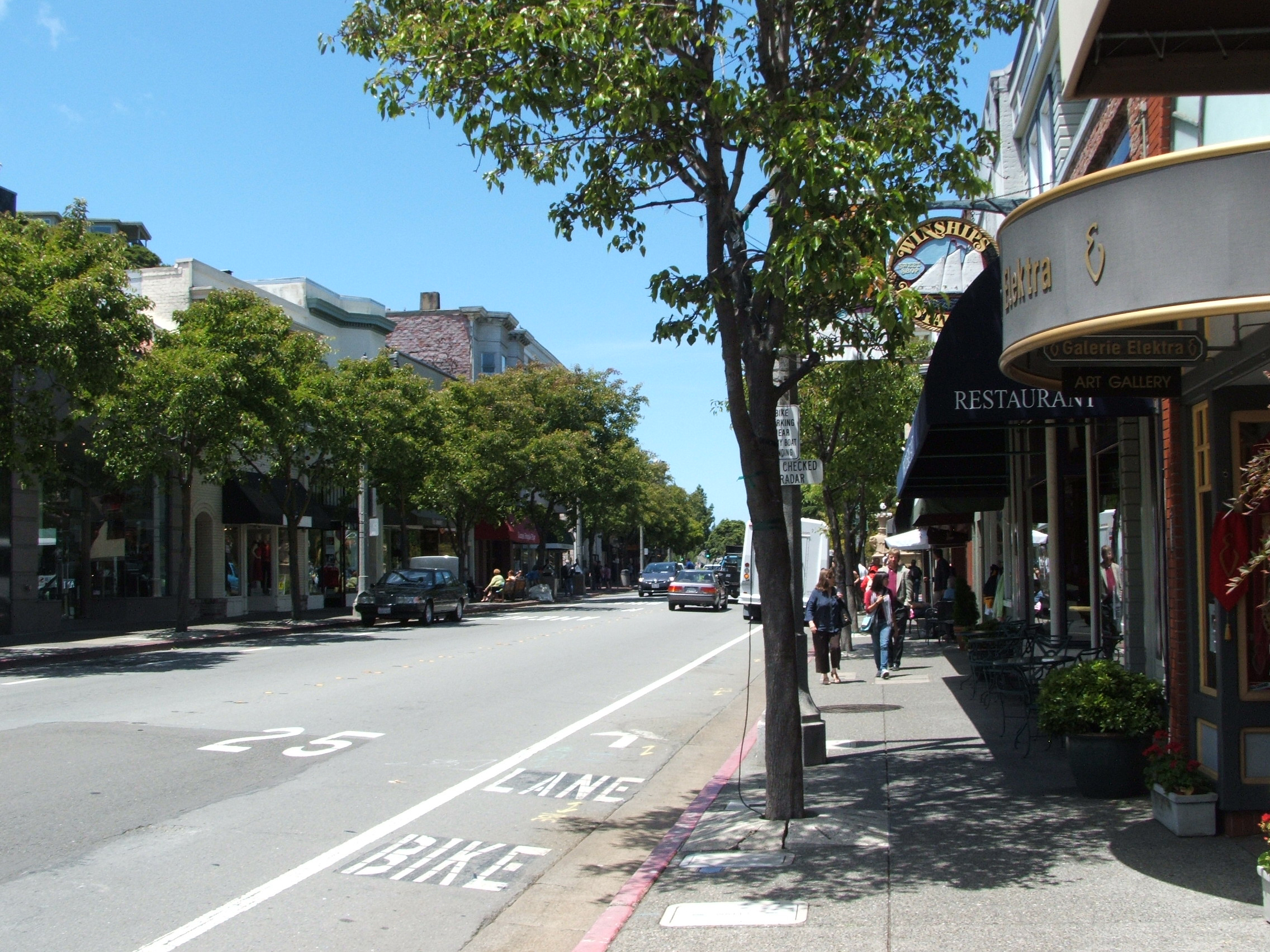
centrum města
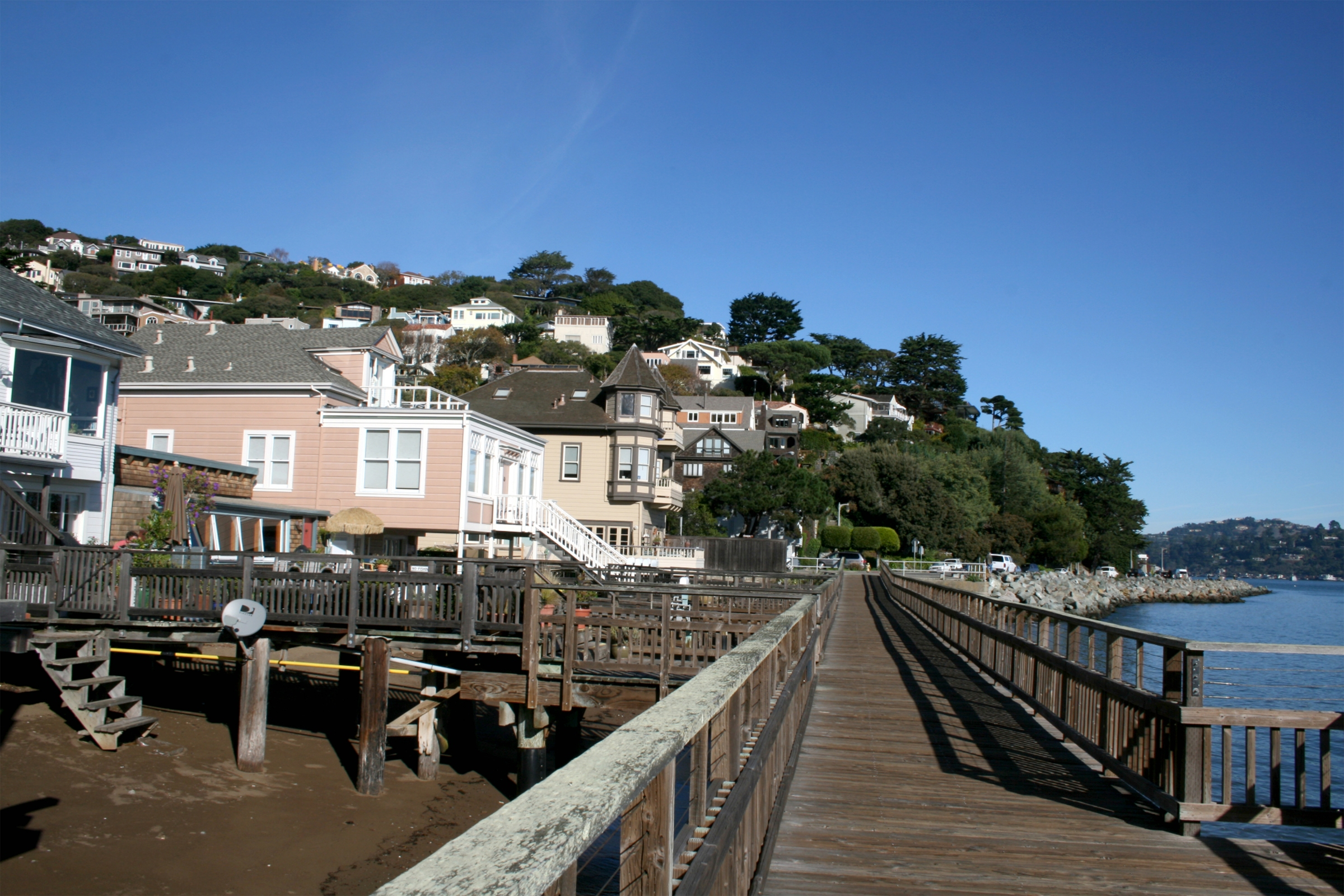
pobřeží Sausalita
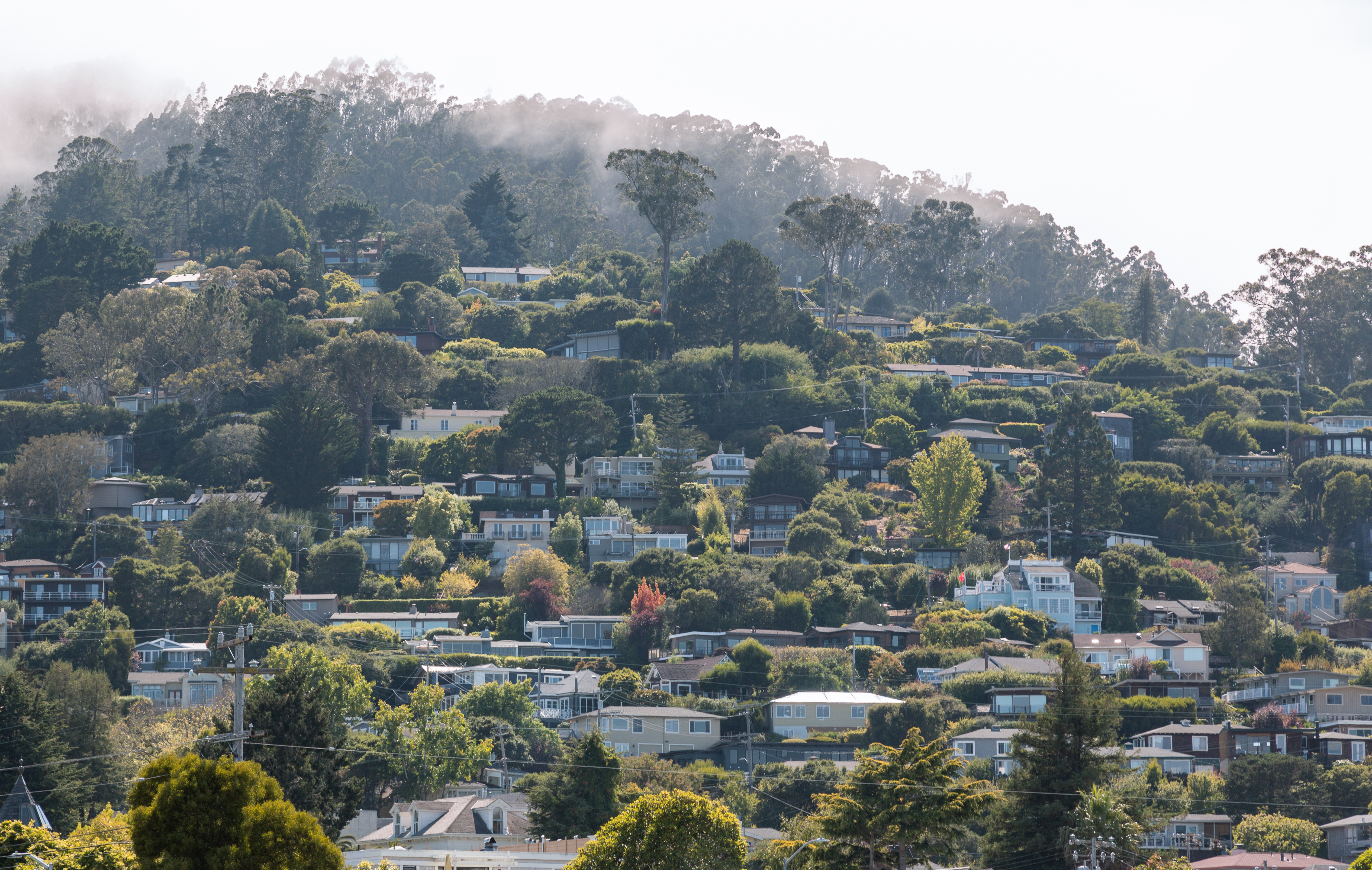
domy na kopcích nad Sausalitem
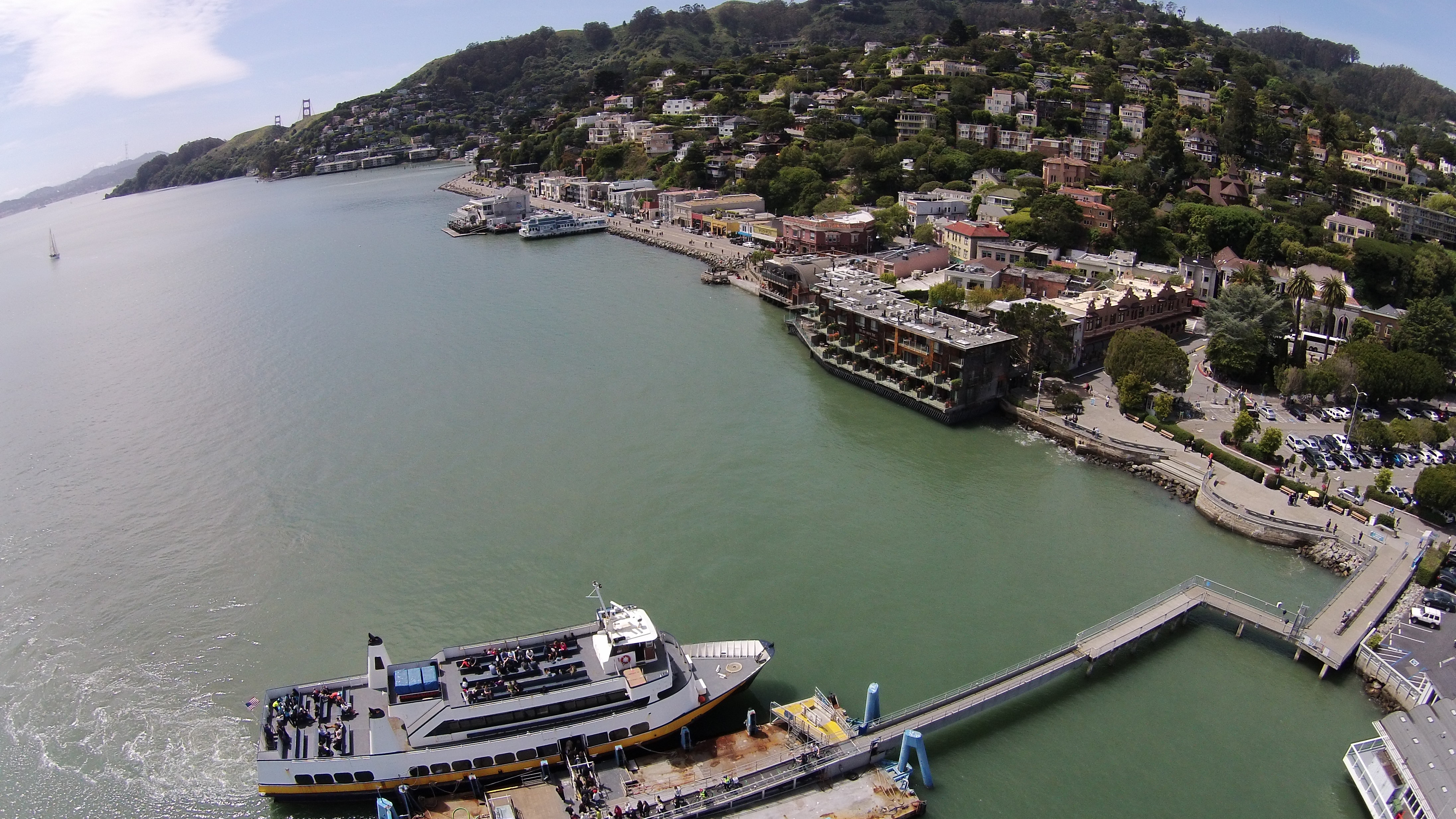
letecký pohled na městské přístaviště
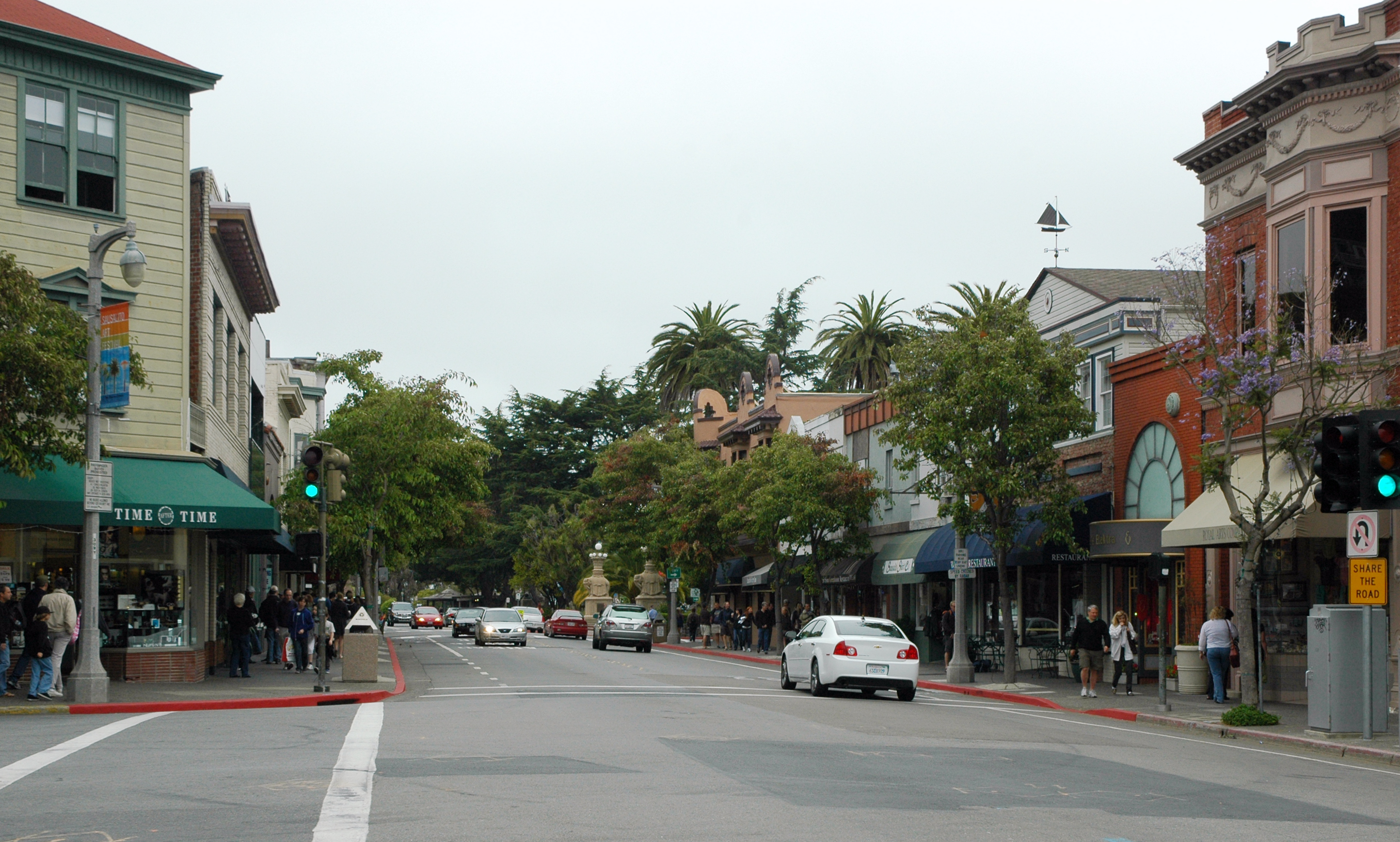
křižovatka ulic Bridgeway a Princess Street
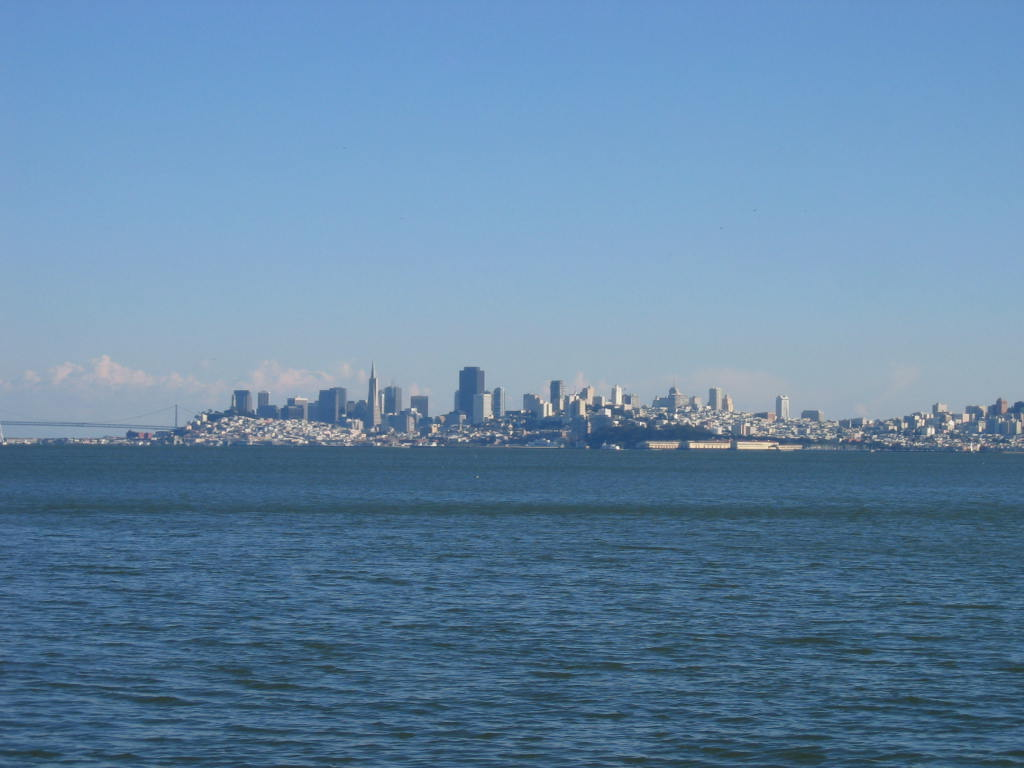
takto vypadá při pohledu ze Sausalita panorama San Francisca